# Buddy Rose
Paul Perschmann (Vancouver (Washington), 15 november 1952 - aldaar, 28 april 2009) was een Amerikaans professioneel worstelaar die onder de ringnaam "Playboy" Buddy Rose bekend was in de World Wrestling Federation.

## In het worstelen
- Finishers
  - Las Vegas Jackpot

## Prestaties
- American Wrestling Association
  - AWA World Tag Team Championship (1 keer met Doug Somers)

- Cauliflower Alley Club
  - Other honoree (2004)

- NWA All-Star Wrestling
  - NWA Canadian Tag Team Championship (2 keer; Chris Colt (1x) en Rip Oliver (1x))
  - NWA Pacific Coast Heavyweight Championship (1 keer)

- NWA Mid-Pacific Promotions
  - NWA Hawaï Heavyweight Championship (1 keer)
  - NWA Hawaï Tag Team Championship (1 keer met John Studd)

- NWA San Francisco
  - NWA United States Heavyweight Championship (2 keer)
- NWA World Tag Team Championship (1 keer met Ed Wiskoski)

- Oregon Professional Wrestling Federation
  - OPWF Heavyweight Championship (1 keer)
  - OPWF Tag Team Championship (1 keer met Buddy Wayne)

- Pacific Coast Championship Wrestling
  - PCCW Tag Team Championship (1 keer met Buddy Wayne)

- Pacific Northwest Wrestling
  - NWA Pacific Northwest Heavyweight Championship (8 keer)
  - NWA Pacific Northwest Tag Team Championship (12 keer; Jesse Ventura (2x), Ed Wiskoski / Col. DeBeers (4x), Rip Oliver (2x), Stan Stasiak (1x), Brian Adias (1), Curt Hennig (1x) en Avalanche (1x))

- Universal Independent Wrestling
  - UIW Heavyweight Championship (2 keer)